# Хвилювання (Сімак)
«Хвилювання» (англ. Worrywart) — науково-фантастичне оповідання Кліффорда Сімака, вперше опубліковане журналом «Galaxy Science Fiction» в вересні 1953 року.

## Сюжет
Чарлі Портер працював помічником редактора в «Дейлі таймс», він коректував усі новини перед публікацією.
Він став непокоїтись через дивну череду неймовірних подій.
Спочатку в Юті зазнав аварії пасажирський літак і рятувальники знайшли його уламки, а потім виявили всіх пасажирів повністю неушкодженими.
Потім головний приз перегонів завоював явний аутсайдер.
А потім дівчинка хвора смертельною недугою і в якої не було шансів вижити, одужала сама по собі.
А ще собака, якого завалило камінням у печері через декілька днів прийшов додому самостійно.
Чарлі виявив, що у всіх історій є спільна риса — до них була прикута увага преси і в них був затянутий фінал.
Отже події які могли відбутись з майже нульовою імовірністю почали відбуватись часто.
Чарлі згадав одне корреспондентське повідомлення з курортного містечка у Вісконсині: батько інваліда Купера Джексона, прикованого до ліжка із трьох років, стверджував, що хлопець може передбачати події.
Чарлі взяв відпустку і вирішив поговорити з Купером. Купер останнім часом почав поправлятись і тепер гуляв самостійно.
Дізнавшись, що Чарлі працює в газеті, Купер почав розпитувати його про останні новини.
Натомість Чарлі дізнався, що Купер з дитинства захоплювався науковою фантастикою, а потім переключився на газети і журнали.
Дізнаючись новини, він одразу бажав, щоб щось відбулось.
Лікар розповів Чарлі, що Купер колись нафантазував собі космічний корабель і подорож до інших зірок, тоді якісь троє невідомих істот приєднались до створення його фантазії і вони потоваришували.
Після цього Купер почав одужувати. І взяв за мету зробити світ кращим.
Аналізуючи порятунок пасажирів літака, Чарлі зрозумів, що Купер може переміщуватись назад в часі і змінювати події там.
Лікар повідомив, що Купер накупив журналів наукової фантастики, щоб обміркувати ідеї покращення світу, після чого безслідно зник.
Чарлі почав читати свіжі твори наукової фантастики і перелякався, бо в одному з них йшлося про відвернення світової війни ліквідацією електрики.
Знаючи брак практичного досвіду Купера, Чарлі побоювався, що той може не обмежитись відміною відкриття електрики, а відміною електромагнетизму цілком як однієї з чотирьох фундаментальних взаємодій.
З того часу у Чарлі з'явилось хвилювання, що коли раптово погасне його лампа для читання, це може означати кінець Всесвіту.